# Сутеска Мокрањско ждрело
Сутеска Мокрањско ждрело је епигенетска клисура Коритничке реке, између Коритничке и Белопаланачке котлине чије је образовање започето у неогеним седиментима чију подину представљају кречњаци. Сутеска раздваја Мало и Велико курило. Клисура је дугачка 1,5 km, а дубока 180 m.

## Географске карактеристике
Сутеска Мокрањско ждрело простире се правцем југозапад—североисток. Она везује Коритничку котлину на југу, са Белопаланачком на северу. У овој епигенији нема меандарских лукова, стране овог ждрела су благе и без видљивих тераса.

### Термално – минерални извор Пењско
Термално – минерални извор Пењско који избија у клисури, показује да је Сутеска Мокрањско ждрело  епигенетска сутеска која је тектонски предиспонирана, дуж једног од бројних раседа.
| Назив                          | Локација                                                  | Проток л/сек       | Темп. воде (°C) |
| ------------------------------ | --------------------------------------------------------- | ------------------ | --------------- |
| Извор Пењско (Пенско, Пеинско) | На левој обали Коритничке реке у сутесци Мокрањско ждрело | Мак.- 5 Мин. - 1-2 | 16,5-17,5       |

## Туристичке знаменитости
У епигенетској клисури Мокранско ждрело смештена је Пењска воденица (која и дан данас ради) и турски мост на врелској реци иза извор Пењско (Пенско, Пеинско), а испред воденице, који је најбољи сачуван објекат из турског периода власника Афисе Усеина, османлије из Беле Паланке. Након ослобођења од Османлија, воденица је постала власништво породице Златановић из Беле Паланке.
Воденица је добила име Пењска воденица по месту на којем се налази, једно од белопаланачких врела —„Пењско (Пенско, Пеинско),”.
Данас туристи могу посетити ову воденицу и видети како су се у њој млеле житарице и добијало брашно .
Занимљиво је и напоменути да је воденица била значајно место где су се састајали локални становници за важна времане и доносили важне одлука.